# Sant Tomàs (la Vall de Bianya)
Sant Tomàs és una serra situada al municipi de la Vall de Bianya a la comarca de la Garrotxa, amb una elevació màxima de 901 metres.